# Marsdenia sarcodantha
Marsdenia sarcodantha är en oleanderväxtart som beskrevs av Rudolf Schlechter. Marsdenia sarcodantha ingår i släktet Marsdenia och familjen oleanderväxter. Inga underarter finns listade i Catalogue of Life.